# Cadillac Type V-63
Der Cadillac Type V-63 ist ein 1923 bis 1925 gebautes Modell des US-amerikanischen Autoherstellers Cadillac mit V8-Motor.

## Modellgeschichte
Im September 1923 präsentierte Cadillac als Nachfolger des Type 61 den neuen V-63.
Beim V-63 handelte es sich um einen leicht geänderten Type 61; wichtigste Neuerungen waren mechanisch betätigte Vorderradbremsen und eine Crossplane-Kurbelwelle.
Auf einem Radstand von unverändert 132 bzw. 152 Zoll im Falle der Langmodelle bot das Werk 14 unterschiedliche Karosserien an: Tourenwagen, Phaeton, Roadster, Victoria, Coupé, Sedan, Landau Sedan, Imperial Sedan, Limousine, Town Brougham und den siebensitzigen Suburban.
Die Karosserien unterschieden sich in Details von den Vorgängern; so waren die Motorhauben länger und der Kühler 1 Zoll höher.
Große Neuheit des Jahrgangs 1925 waren die Custom-Modelle (angelehnt an den Begriff custom-built = Sonderanfertigung). Bei diesen preislich um etwa 600 Dollar über den Standard-Modellen liegenden Ausführungen hatte der Kunde die Wahl zwischen zwei Dutzend Farbkombinationen und 10 verschiedenen Sitzbezügen. Die Farbvielfalt ermöglichten die neuen schnelltrocknenden Duco-Nitrozelluloselacke von DuPont. Weitere Besonderheit der Custom-Modelle waren die leicht nach hinten geneigte Windschutzscheibe und der auf 138 Zoll verlängerte Radstand. Die Langmodelle (Radstand 152 Zoll) waren in die Custom-Baureihe integriert.
Alle Modelle des neuen Jahrgangs erhielten verchromte Kühlermasken und Scheinwerfergehäuse.
Im August 1925 wurde der V-63 durch den Series 314 abgelöst; bis dahin waren vom V-63 insgesamt 35.500 Stück vom Band gelaufen.
| Daten Cadillac V-63 (1924/25) | Daten Cadillac V-63 (1924/25) | Daten Cadillac V-63 (1924/25) | Daten Cadillac V-63 (1924/25) | Daten Cadillac V-63 (1924/25) | Daten Cadillac V-63 (1924/25) | Daten Cadillac V-63 (1924/25) | Daten Cadillac V-63 (1924/25) |
| Modell                        | Hubraum (cu in)               | Leistung (PS)                 | Radstand (Zoll)               | Länge (cm)                    | Leergewicht (kg)              | Preis (US-$)                  | Stückzahl                     |
| ----------------------------- | ----------------------------- | ----------------------------- | ----------------------------- | ----------------------------- | ----------------------------- | ----------------------------- | ----------------------------- |
| 1924                          | 314                           | 80                            | 132–152                       | nicht bekannt                 | nicht bekannt                 | 3085–4600                     | 35.500 (Summe)                |
| 1925                          | 314                           | 80                            | 132–152                       | nicht bekannt                 | nicht bekannt                 | 3185–4950                     | 35.500 (Summe)                |